# Gynostemma
Gynostemma — рід багаторічних в'юнких ліан родини гарбузових, що включає щонайменше 19 видів, усі поширені в тропічному або Далекому Сході, включаючи Гімалаї: Китай (9 ендемічних); острови Японії; Малайзія; і Нова Гвінея.

## Загальний опис
Усі види Gynostemma мають вусики (зазвичай розгалужені); більшість дводомні. Листки зазвичай у вигляді пальчастих листочків (3–9, яйцювато-ланцетної форми), розташованих по черзі на стеблі; кілька видів листяні, але без листочків. Суцвіття або китицеподібні, або волотисті. Плоди можуть бути коробочковими або горохоподібними, містити два або три насіння.

## Вибрані види
- Gynostemma aggregatum C.Y.Wu & S.K.Chen
- Gynostemma burmanicum King ex Chakrav.
- Gynostemma cardiospermum Cogn. ex Oliv.
- Gynostemma caulopterum S.Z.He
- Gynostemma compressum X.X.Chen & D.R.Liang
- Gynostemma guangxiense X.X.Chen & D.H.Qin
- Gynostemma intermedium W.J.de Wilde & Duyfjes
- Gynostemma laxiflorum C.Y.Wu & S.K.Chen
- Gynostemma laxum (Wall.) Cogn.
- Gynostemma longipes C.Y.Wu
- Gynostemma microspermum C.Y.Wu & S.K.Chen
- Gynostemma pallidinervee Z.Zhang
- Gynostemma papuanum W.J.de Wilde & Duyfjes
- Gynostemma pentagynum Z.P.Wang
- Gynostemma pentaphyllum (Thunb.) Makino
- Gynostemma pubescens (Gagnep.) C.Y.Wu
- Gynostemma simplicifolium Blume
- Gynostemma yixingense (Z.P.Wang & Q.Z.Xie) C.Y.Wu & S.K.Chen
- Gynostemma zhejiangense X.J.Xue

Джерело :